# Csolnok
Csolnok é um município da Hungria, situado no condado de Komárom-Esztergom. Tem 18,7 km² de área e sua população em 2015 foi estimada em 3.111 habitantes.